# Psammophylax tritaeniatus
Psammophylax tritaeniatus — вид змій родини піщаних змій (Psammophiidae). Мешкає в Африці на південь від Сахари.

## Підвиди
Виділяють два підвиди:
- Psammophylax tritaeniatus tritaeniatus (Günther, 1868);
- Psammophylax tritaeniatus subniger Laurent, 1956.

## Поширення і екологія
Psammophylax tritaeniatus поширені від південного заходу ДР Конго на схід до півдня Танзанії та на південь черех північ Мозамбіку, Малаві, Замбію і Зімбабве до півночі Намібії, Ботсвани та північного сходу і півночі ПАР. Вони живуть на відкритих луках і саванах, поблизу сезонно затоплюваних водно-болотних угідь, відомих як флей, трапляються серед каміння і поблизу старих термітників. Зустрічаються на висоті від 200 до 1800 м над рівнем моря. Відкладають яйця, в кладці від 5 до 18 яєць.